# لوهيتون (كورنوال)
لوهيتون (بالإنجليزية: Lawhitton)‏ هي قرية وأبرشية مدنية تقع في المملكة المتحدة في إنجلترا. يقدر عدد سكانها بـ 232 نسمة .